# Silpancho
Il silpancho è un piatto della cucina boliviana originario del Dipartimento di Cochabamba. Consiste in una cotoletta condita con sale, prezzemolo, cumino e pepe che viene impanata e poi fritta. Il tutto viene accompagnato da riso, patate lesse, uovo fritto e salsa.
La carne viene battuta molto finemente in modo tale da assorbire più grassi. I boliviani ritengono che il silpancho sia ben preparato quando attraverso di esso si riesce a guardare un'eclissi solare.